# Gaston Longeval
Gaston Badilon Longeval (Twee-Akren, 5 januari 1898 - Lessen, 25 december 1980) was een Belgisch volksvertegenwoordiger en burgemeester.

## Levensloop
Beroepshalve industrieel, werd Longeval gemeentelijk mandataris in Twee-Akren: gemeenteraadslid (1932-1964), schepen (1952-1958) en burgemeester (1958-1964). Van 1932 tot 1936 was hij ook provincieraadslid.
In april 1954 werd hij liberaal volksvertegenwoordiger voor het arrondissement Zinnik en vervulde dit mandaat tot in 1958.